# Rundgängor
Rundgänga kallas den skruvgänga som har rundad gängform. Användning av rundgängor är slagtålig , utmattningskänslig och hygienisk. Gängorna är lättrensade genom sin öppna utformning. Den rundade gängformen sprider belastningen runt medeldiametern vilket ökar utmattningmotståndet. Gängans slagtålighet ökar med den rundade gängtoppen.